# 达里娅·谢尔盖耶芙娜·乌斯季诺娃
达里娅·谢尔盖耶芙娜·乌斯季诺娃（俄语：Дарья Сергеевна Устинова，1998年5月8日—）生于圣彼得堡，是一名俄罗斯女子游泳运动员，主攻自由泳。她的祖父母都从事体育运动，四岁时，她的母亲将她送到河边教她游泳，六岁时，她和哥哥被父母送到游泳池，开始练习游泳。大学时，她在圣彼得堡彼得大帝理工大学修读体育俱乐部和组织管理硕士学位。